# セルゲイ・ハチャトゥリアン
セルゲイ・ハチャトゥリアン（Sergey Khachatryan、アルメニア語：Սերգեյ Խաչատրյան、1985年4月5日 - ）は、アルメニアのエレバンで生まれたヴァイオリニストである。

## 経歴
2000年、第8回シベリウス国際ヴァイオリン・コンクールにおいて、コンクール史上最年少で優勝。2001年3月にロンドンのフェアフィールドホールでイギリス室内オーケストラとナイジェル・ケネディの代役としてブルッフを演奏している。NHK交響楽団と演奏したベートーヴェンのヴァイオリン協奏曲で、『N響アワー』の2004年度ベスト・ソリスト2位となっている。
2005年、エリザベート王妃国際音楽コンクールにおいて第1位を獲得した。
2006年8月4日、エイヴリー・フィッシャー・ホールにおいて、オスモ・ヴァンスカ指揮により、ベートーヴェンのヴァイオリン協奏曲を演奏し、ニューヨーク・デビューを果たした。

## 使用楽器
2009年4月 - 2011年1月までは1702年製ストラディヴァリウス「ロード・ニューランズ」。2010年10月からは、1740年製グァルネリ・デル・ジェス「イザイ」を使用（いずれも日本音楽財団から貸与）

## ディスコグラフィ
- シベリウス、ハチャトゥリヤン：ヴァイオリン協奏曲（2004年3月）
- ショスタコーヴィチ：ヴァイオリン協奏曲（2007年1月）
- フランク、ショスタコーヴィチ：ヴァイオリン・ソナタ（2008年3月）